# سلوى محمود
سلوى محمود (26 يونيو 1930 - 6 فبراير 2023)، ممثلة مصرية، اسمها زينب محمود شحاتة. ولدت في القاهرة لأب يعمل طبيبًا. درست بمعهد التمثيل عقب حصولها على دبلوم التجارة وقد اشتهرت بالسينما المصرية بأدوار المساعدة كالأم للحبيب أو العاشق أو الزوجة اللعوب ببعض الأفلام هذا بالأضافة إلى عدد ليس بصغير بأفلام أواخر خمسينيات وستينيات وسبعينيات القرن العشرين، وظهرت أيضًا في بعض الأعمال التلفزيونية.
توفيت يوم الإثنين 6 فبراير عام 2023 بعد صراع مع المرض عن عمر يناهز 93 عامًا وأعلنت نقابة المهن التمثيلية عن دفنها بمقابر العائلة.

## وصلات خارجية
- سلوى محمود على موقع الدهليز
- سلوى محمود على موقع قاعدة بيانات الأفلام العربية